# 山下重威
山下 重威（やました しげたけ、男性、弘化4年2月10日（1847年3月26日）- 大正8年（1919年）10月18日）は、日本の政治家。衆議院議員。大阪市長。弁護士。勲等は勲四等。

## 経歴
土佐・高知藩の出身。武市瑞山とは従兄弟。土佐藩藩校致道館教授役、同藩従事となる。
明治維新後は大阪府取締小区長、同大区長を経て、代言人となり、弁護士となる。
1888年（明治21年）2月に大阪府会議員補欠選挙に当選した。1889年（明治22年）2月から1891年（明治24年）4月まで第9代副議長を務めた。1895年（明治28年）2月に府会議員を退任した。同年6月に東区選出の大阪市会議員となった。1899年（明治32年）9月に再び、大阪府会議員となった。同年10月から第14代議長を務めた。1903年（明治36年）9月に府会議員を退任した。1904年（明治37年）1月22日から同年5月31日まで、第19代大阪市会議長を務めた。同月市会議員も退任した。
1904年（明治37年）の第9回衆議院議員総選挙で大阪市選出の代議士に当選。
1905年（明治38年）7月20日に鶴原定吉が大阪市長を辞任し、12月11日に第3代大阪市長に就任する。つまり、衆議院議員と市長を兼務することになった。
市長就任時は、日露戦争後の経済不況下の上、1909年（明治42年）には北の大火、それに関連する市吏員の汚職発覚、市制刷新運動などが続き、同年12月20日、引責辞任する。
このほか大阪代言人組合副会長、破産管財人、大阪府教育会会長、1903年（明治36年）の第5回内国勧業博覧会評議員などを務めた。墓所は大阪市設北霊園（長柄墓地）。